# Alékosz Jordánu
Alékosz Jordánu, görögül: Αλέκος Ιορδάνου (Isztambul, 1938. január 10. – Kirra, 2019. szeptember 21.) török válogatott görög labdarúgó, hátvéd. Törökországban Aleko Yordan néven játszott.

## Pályafutása

### Klubcsapatban
1956 és 1959 között a Beyoğlu, 1959 és 1962 között a Beykoz labdarúgója volt. 1962-ben Görögországban telepedett le. 1962 és 1970 között az AÉK csapatában szerepelt és egy-egy bajnoki címet és görög kupagyőzelmet ért el az együttessel. 1970–71-ben az Egáleo, 1971–72-ben a Koropí játékosa volt.

### A válogatottban
1962-ben két alkalommal szerepelt a török válogatottban.

## Sikerei, díjai
AÉK
- Görög bajnokság
  - bajnok: 1967–68
- Görög kupa
  - győztes: 1966